# Bacino Paradox

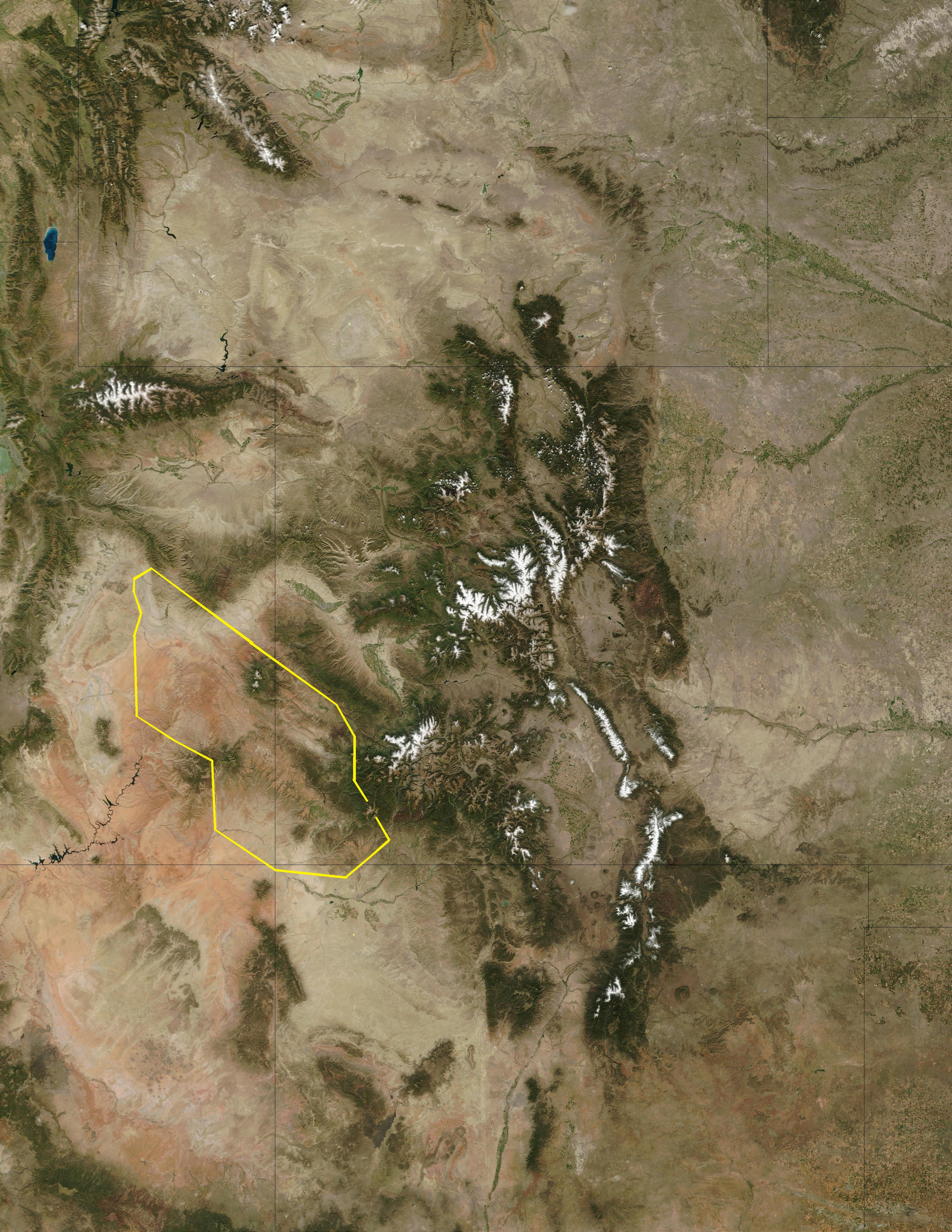
Localizzazione del bacino Paradox. Vista satellitare da 1500 km di altezza.

Il bacino Paradox è un bacino di avampaese asimmetrico degli Stati Uniti d'America, situato per la maggior parte nella parte sudest dell'Utah e nel sudovest del Colorado, ma che si estende anche fino al nordest dell'Arizona e al nordovest del Nuovo Messico. È una vasta depressione allungata in direzione nordovest-sudest e che si è formata verso la fine del Paleozoico.
Il suo nome deriva dall'essere posizionato nella Paradox Valley.

## Caratteristiche
Il bacino è delimitato a est dall'Uncompahgre Plateau, un altopiano originato dal sollevamento tettonico, a nordovest dal San Rafael Swell e a ovest dal Circle Cliffs Uplift. Ha un'estensione di 85470 km2 e gli strati di rocce sedimentarie di cui è composto raggiungono in qualche punto uno spessore di oltre 4600 m.
A differenza della maggior parte dei bacini delle Montagne Rocciose, il bacino Paradox è un bacino evaporitico che contiene strati sedimentari depositatisi in cicli alternati di acque profonde e acque basse. In conseguenza delle sequenze saline e del fatto che il sale è relativamente duttile a temperature e pressioni basse, la tettonica salina gioca un ruolo importante nella deformazione strutturale risalente al periodo post-Pennsylvaniano del bacino.